# クラゲ、流れ星
「クラゲ、流れ星」（クラゲ、ながれぼし）は、大塚愛の18枚目のシングルである。2008年9月10日にエイベックスよりリリースされた。

## 概要
- 天体ソングのシングルは2005年9月に発売された「プラネタリウム」以来、3年ぶり2作目。
- デビューシングル「桃ノ花ビラ」と同じ発売日でリリースされたデビュー5周年記念となるシングルで、「CDのみ」「CD+DVD」と、それぞれの "デビュー5周年記念限定盤"[1]があり、計4形態でのリリースとなった。
- デビュー5周年記念限定盤のジャケットに写っている大塚は、デビューシングル「桃ノ花ビラ」と全く同じポーズをしている。また、4形態全てでCDやDVDの収録内容は同一である。

## 収録内容
（全作詞・作曲：愛／編曲：愛×Ikoman、#3弦編曲：岡村美央）

### CD
1. クラゲ、流れ星
TBS系「恋するハニカミ!」2008年9月度エンディングテーマ
エムティーアイ「music.jp」CMソング
TBS系「さまぁ〜ず式」2008年10,11月度エンディングテーマ
「マイナビ2010」イメージソング（CM本人出演）
楽曲が完成したのは2004年頃で、当時制作していた楽曲と比較して「シンプルで大人っぽい」という理由でリリースを先送りにしていた[2]。また楽曲の雰囲気として「アジアンビューティ」を目標としており、その関係から楽曲内でハープやシタールが使用されている[2]。歌詞は、大塚が過去に経験した「遠距離恋愛」がテーマとなっており、本人曰く「こういう不安要素ばかり並べている楽曲は今までのシングルではあまりなかった」とのこと[2]。「クラゲ、流れ星」というタイトルは、エイベックス社内に施されたクリスマス用の飾り付けの一つに「電飾の流れ星」があり、それを見た大塚がクラゲに似ていると感じたことからつけられた[2]。
2. H2O
「人と人が出会うことで生まれる化学反応」がテーマの楽曲[2]。大塚は「自然体の自分が出ていると思う。カップリングだからこそ、やりたいことができた」と述べている[2]。
3. 雨の粒、ワルツ〜LOVE MUSiC〜
アイフルホーム　CMソング
3rdアルバム『LOVE COOK』収録曲の『LOVE MUSiC』のBメロ部分を抜き出し、そこをサビとして発展させた楽曲[2]。大塚曰く「ホラーチックなサウンド」とのこと[2]。
4. クラゲ、流れ星（Instrumental）
5. H2O（Instrumental）

### DVD
1. クラゲ、流れ星（Music Clip）

## 収録アルバム
- LOVE LETTER（#1）